# Paulina Goto
Paulina Gómez Torres (Monterrey, Nuevo León, 29 de juliol de 1991) més coneguda com Paulina Goto, és una actriu, cantant, model i compositora mexicana. És coneguda pels seus personatges de televisió en sèries com Miss XV, Madre solo hay dos. i la telenovel·la Mi corazón es tuyo. Va formar part del grup musical EME 15, i segueix activa com artista independent.

## 2008-2010: Primers anys i debut
La seva primera participació a televisió va ser el 2008 al programa de televisió, Roomies. Als 17 anys, es va mudar a la Ciutat de Mèxic, després de ser acceptada al Centre d'Educació Artística, taller de capacitació actoral de Televisa. El 2009, va ser descoberta pel productor Pedro Damián, conegut pel seu èxit amb el grup musical, RBD, qui la va convidar a protagonitzar Niña de mi corazón juntament amb Erick Elías, adaptació de la telenovel·la juvenil de 1997, Mi pequeña traviesa. estrenant-se a la televisió el 4 de març de 2010. En aquell mateix any, Goto va signar el seu primer contracte discogràfic amb el segell de Sony Music, i llançant així el seu àlbum debut amb el primer senzill Mío, sota la producció de Carlos Lara. A finals de 2010, va gravar la cançó «La vida es un cuento de hadas real» per a la pel·lícula animada, Barbie: A Fashion Fairytale i va participar com a telonera a la gira "Estrangera On Tour" de la cantant Dulce Maria a Brasil. Aquest mateix any, va fer la seva primera aparició en cinema amb la pel·lícula Borrar de la memoria, com una invitació del Centre d'Educació Artística de Televisa.

## 2011-2014: Miss XV, Eme 15, Grease i reconeixement internacional
El 2011, va protagonitzar l'obra de teatre "El Knack" amb Alfonso Dosal, José Ángel Bichir i Arturo Illes, sota la direcció d'Odiseu Bichir. Aquest mateix any, es va confirmar que havia estat triada per interpretar el personatge de Valentina Contreras de els Montors a la sèrie original de Nickelodeon, Miss XV, basada en la telenovel·la de 1987, "Quinceañera", estrenant-se el 16 d'abril de 2012 per Nickelodeon a Amèrica Llatina i Europa amb alts índexs d'audiència, Al mateix temps es va formar el grup musical "Eme 15", integrat pels sis actors principals de la sèrie, incloent Goto, qui va ser part del grup fins a la seva separació en 2014. En aquesta agrupació es gravaria un àlbum d'estudi i un àlbum en viu sota el segell de Warner Music i Nickelodeon Records. El 26 d'abril de 2012, van llançar el seu primer senzill, «Wonderland», gravant el vídeo musical a Xilitla, San Luis Potosí, Mèxic. L'àlbum va debutar a la segona posició dels Mèxic Top 100 Àlbum l'1 de juliol de 2012. El seu àlbum debut va ser certificat or a Argentina, segons la Cambra Argentina de Productors de Fonogrames i Videogrames, per vendes de 30 000 i certificació de platí a Mèxic per vendes de 60 000 o més unitats.
L'agost de 2013 va protagonitzar l'obra musical, Vaselina, la versió en espanyol de Grease, interpretant Sandy. Goto va ser triada a través de l'audició que van realitzar els productors de l'obra de teatre. El musical es va estrenar el 17 d'octubre de 2013. Un any més tard, el 2014, va continuar a la televisió amb la telenovel·la Mi corazón es tuyo, creada per Ana Obregón, inspirada en la sèrie de televisió espanyola de TVE Ana y los siete, el 2002. Goto va participar en la banda sonora i va interpretar el tema Llévame despacio que actualment compta amb més de 23 milions de reproduccions a Spotify. Aquesta telenovel·la es va estrenar per primera vegada el 30 de juny de 2014 per "Las Estrellas". Aquesta història seria portada també al teatre, realitzant gira per la República Mexicana. L'11 de novembre de 2015, va presentar la cançó Mi corazón es un país.
El 2015, va estelaritzar el melodrama Un camino hacia el destino juntament amb Lisette Morelos i Jorge Aravena. En aquesta història, va interpretar el tema principal Mi camino eres tú. Aquest mateix any, es va traslladar a Miami, Florida, per ser jurat al segment "Estrellas del Futur0"" del programa televisiu Sabado Gigante.

## 2017-2020: Creixement al cinema
Al gener de 2017, va ser conductora del reality xou de talents, Petits Gegants USA, gravat a Miami, Florida, versió nord-americana del xou mexicà del mateix nom. El programa es va estrenar el 6 de febrer de 2017 per Univision. Aquest mateix any, va protagonitzar a Mèxic la telenovel·la El vuelo de la Victoria, interpretant Victoria Tonantzin; i va treballar a la cinta Le leyenda del diamante de Roberto Girault. A inicis del 2018 participa en la posada en escena Dios mío, hazme viuda por favor al costat de Rebeca Jones, Helena Rojo, Ivonne Montero i Sherlyn, amb gira a la República Mexicana i Estats Units; i a la cinta  Yo soy Pepito de Joaquín Rodríguez. A més, a l'octubre d'aquell any torna formalment a l'escena musical amb les cançons Tu sigue, i Quien?
Durant 2019, va protagonitzar el melodrama Vencer el miedo, on interpreta Rompe, tema principal de la telenovel·la i pel qual rep el seu primer premi com a compositora per "millor tema de telenovel·la" al costat de Marcela de la Garza i Pablo Dazán; i llança el tema Fins a la vista. En 2020 va presentar la cinta de la Veinteañera, divorciada y fantástica, el seu primer protagonista en cinema, convertint-se en la pel·lícula mexicana amb més caps de setmana en primer lloc a taquilla a Mèxic, deixant enrere No se aceptan devoluciones i sent la pel·lícula amb més reproduccions en "streaming" d'aquell any. La cançó Golpe Avisa, interpretada per Goto, forma part de la banda sonora de la pel·lícula. Aquest mateix any participa al film Diosa del Asfalto, la qual va tenir diverses nominacions al "premi Ariel" l'any 2022, del director guardonat Julián Hernández. A l'abril de 2020, durant el confinament causat pel COVID-19, llança la cançó Capricorn que es desprèn de l'EP titulat Abbey Road Sessions, gravat en els icònics estudis ubicats a Londres. Aquest mateix any va llançar el tema Menys d'un minut, amb la col·laboració del cantautor colombià Christian Vélez, a més de la cançó Sempre Contigo, dedicada al seu pare, i el tema Nit Bona, en col·laboració amb el cantant Pablo Dazan.

## 2021-present: Mare només n'hi ha dos i tornada al teatre musical
El 2021, va protagonitzar la reeixida sèrie original de Netflix, Madre sólo hay dos, al costat de Ludwika Paleta. Aquesta sèrie va comptar amb tres temporades, sent la més vista a Llatinoamèrica i top 10 durant diverses setmanes dins de la plataforma. Els temes Lero Lero, Te de Limón, i Que Pase y ya, van ser inclosos com a part de la banda sonora oficial d'aquest projecte. A més d'incursions en el doblatge amb el personatge de "Pipp Petalos" a la cinta My Little Pony: A New Generation, al costat de Belinda i Vadhir Derbéz. El novembre del 2021, inicia els enregistraments de la pel·lícula mexicana Bendita Suegra, del director Beto Gomez. Aquest any llança el tema Quedito a duet amb el cantant Caztro; a més de Toda Todita juntament amb María Bernal i Lucía Covarrubias, com una invitació a les dones per acceptar-se i estimar-se; i el tema Navidad, Navidad, per tancar l'any.
Per al 2022, Paulina torna als escenaris teatrals amb el musical Ghost: La sombra del amor, protagonitzant la història en el paper de Molly. El musical basat en l'exitós film de 1990, es va estrenar el març d'aquell any.
La cantant segueix distribuint cançons en plataformes de manera independent com a part de la seva propera producció musical, tals com Me enamoré, Antagonista, Miss XV x 2 i Nuestro amor es arte. Actualment, el contingut en el seu canal de you-tube ha aconseguit més de 58 milions de reproduccions. Entre les cançons destacades, ressalta Que Pase Y Ya, a més de Te Voy a Extrañar tema principal de la telenovel·la "Vencer la Ausencia". El 2022 torna a gravar el seu èxit Llévame Despacio, aquesta vegada a duet amb Noel Schajris. El 2023 estrena la pel·lícula "Bendita Suegra" és protagonista de la cinta "Entra en mi vida" de José Manuel Cravioto amb Pirexia Films i Wild Sheep Content. I la cinta "Tu madre o la mía" a Espanya de Chuz Gutiérrez, de FT Media.

## Filmografia

### Televisió
| Any       | Títol                      | Paper / Personatge                  |
| --------- | -------------------------- | ----------------------------------- |
| 2008-2009 | Roomies                    | Ella misma                          |
| 2010      | Niña de mi corazón         | Andrea Paz                          |
| 2012      | Miss XV                    | Valentina Contreras de los Monteros |
| 2014-2015 | Mi corazón es tuyo         | Estefanía "Fanny" Lascurain Diez    |
| 2016      | Un camino hacia el destino | Luisa Fernanda Peréz Altamirano     |
| 2017      | El vuelo de la Victoria    | Victoria Tonantzin                  |
| 2020      | Vencer el miedo            | Marcela Durán Bracho                |
| 2021      | Madre solo hay dos         | Mariana                             |
| 2021      | Vencer el desamor          | Marcela Durán Bracho                |

### Cinema
| Any  | Pel·lícula                          | Paper / Personatge    |
| ---- | ----------------------------------- | --------------------- |
| 2010 | Borrar de la memoria                | Compañera de Diana #2 |
| 2017 | La leyenda del diamante             | Camila                |
| 2018 | Yo soy Pepito                       | Lucía                 |
| 2020 | Veinteañera divorciada y fantástica | Regina                |
| 2021 | My Little Pony: Nueva Generación    | Pipp Petals           |

### Teatre
| Any       | Obra de teatre                  | Personatge                       |
| --------- | ------------------------------- | -------------------------------- |
| 2011      | El Knack                        | Nancy Jones                      |
| 2013      | Vaselina                        | Sandy                            |
| 2014-2015 | Mi corazón es tuyo              | Estefanía "Fanny" Lascuráin Diez |
| 2018      | Dios mío, hazme viuda por favor | Silene                           |
| 2022      | Ghost, el musical               | Molly                            |

## Discografia

### Àlbums d'estudi
- 2010: Paulina Goto

## Senzills
| - 2010: Mío - 2015: Llévame Despacio - 2017: Creo en tu amor - 2018: Tú sigue - 2018: Quién - 2019: Hasta la vista - 2019: Rompe - 2020: Golpe Avisa - 2020: Capricornio - 2020: Quiero - 2020: Here comes the sun | - 2020: Lero lero - 2020: Siempre contigo - 2020: Noche buena - 2021: Me enamoré - 2021: Quedito - 2021: Toda todita - 2021: Nuestro amor es arte - 2021: Miss XV x 2 - 2021: Libélulas - 2021: Antagonísta - 2021: Navidad, Navidad - 2022: Té de limón |

### Amb Eme 15
- 2012: EME15
- 2012: EME15 (edició nadalenca)
- 2013: Wonderland-Zona Preferente

## Premis i nominacions
| Any  | Premi                        | Categoria                      | Treball nominat                                    | Resultat   |
| ---- | ---------------------------- | ------------------------------ | -------------------------------------------------- | ---------- |
| 2012 | Kids Choice Awards Argentina | Actriu Preferida               | Miss XV                                            | Guanyadora |
| 2013 | Kids' Choice Awards Brasil   | Actriu Preferida               | Miss XV                                            | Guanyadora |
| 2012 | Kids Choice Awards México    | Actriu Preferida               | Miss XV                                            | Guanyadora |
| 2015 | Kids Choice Awards México    | Actriu Preferida               | Mi corazón es tuyo                                 | Guanyadora |
| 2016 | Kids Choice Awards México    | Actriu Preferida               | Un camino hacia el destino                         | Nominada   |
| 2011 | Premios People en Español    | Revelació de l'Any             | Niña de mi corazón                                 | Nominada   |
| 2015 | Premios Juventud             | La meva protagonista preferida | Mi corazón es tuyo                                 | Nominada   |
| 2010 | Premios TVyNovelas           | Llançament Femení              | Niña de mi corazón                                 | Guanyadora |
| 2011 | Premios TVyNovelas           | Millor Actriu Juvenil          | Niña de mi corazón                                 | Guanyadora |
| 2015 | Premios TVyNovelas           | Millor Actriu Juvenil          | Mi corazón es tuyo                                 | Guanyadora |
| 2017 | Premios TVyNovelas           | Millor Tema Musical            | «El camino donde voy» (Un camino hacia el destino) | Nominada   |
| 2020 | Premios TVyNovelas           | Millor Tema Musical            | «Rompe» (Vencer el miedo)                          | Guanyadora |
| 2020 | Premios TVyNovelas           | Millor Actriu Protagònica      | Vencer el miedo                                    | Nominada   |